# Гундерит
Гундерит (лат. Gunderith; умер не ранее 504) — по одним данным, король, по другим — вождь гепидов (конец V — начало VI веков).

## Биография
Основными нарративными источниками о Гундерите являются панегирик Теодориху Великому Эннодия, хроника Кассиодора и «О происхождении и деяниях гетов» Иордана.
Вероятно, Гундерит происходил из гепидской королевской семьи. Хотя какие-либо сведения о его родственных связях в раннесредневековых источниках отсутствуют, современные историки предполагают, что он мог быть младшим сыном короля Трапстилы.
Согласно Эннодию, под властью Гундерита находились гепиды, проживавшие на северном берегу Дуная. О том, в каких отношениях находился Гундерит с королём гепидов Тразарихом, столицей которого был Сирмий, ничего не известно. Одна часть современных историков предполагает, что Гундерит и Тразарих были королями-соправителями, разделившими власть над землями гепидов после гибели Трапстилы в 488 году; другая считает, что Гундерит не носил королевский титул, а был только вождём состоявших в основном из гепидов военных отрядов, живших за счёт грабительских набегов. Вероятно, одной из основных целей этих нападений были восточные земли королевства остготов. О долговременной вражде между Гундеритом и Теодорихом Великим свидетельствуют данные панегирика, написанного Эннодием. Возможно, именно враждебность части гепидов к остготам привела к разделению власти в королевстве между Гундеритом и Тразарихом.
Гундерит единственный раз упоминается в первичных источниках в сообщениях о походе остготского военачальника Питцы на гепидов в 504 году. В этом году между королём Тразарихом и правителем остготов Теодорихом Великим произошёл вооружённый конфликт. Хотя по свидетельствам Эннодия и Кассиодора накануне столкновения гепидские послы находились при остготском королевском дворе в Равенне и предъявляли Теодориху неприемлемые с его точки зрения требования, инициатором войны современные историки считают правителя остготов. Вероятно, находившийся на вершине своего могущества Теодорих намеревался возвратить себе власть над Сирмием, который принадлежал остготам до 474 года, а затем с согласия византийцев был столицей королевства гепидов. Возможно, что одной из причин для начала войны так же было желание короля остготов недопустить сближения Тразариха с Гундеритом и объединения гепидов под властью одного правителя, так как это создало бы серьёзную угрозу для восточных областей его государства. В качестве исполнителя своей воли Теодорих Великий послал в поход на гепидов комита Питцу. Тот во главе большого войска выступил в Иллирик и разгромил в сражении у Сирмия войско Тразариха и его союзников, гепидов Гундерита и булгар. Король Тразарих бежал с поля боя, а Сирмий был захвачен остготами. Среди пленённых здесь была и мать правителя гепидов. Затем с помощью Мунда Питца разбил в сражении при Горреум Марги войско военного магистра Иллирика Флавия Сабиниана. Эти победы не только позволили остготам установить власть над землями вокруг Сирмия, но и присоединить к своим владениям территории бывших римских провинций Паннонии Второй и Верхней Мёзии с городом Сингидуном.
О дальнейшей судьбе Гундерита ничего не известно. После поражения у Сирмия гепиды попали под власть остготов. Освободиться от этой зависимости им удалось только после смерти Теодориха Великого. Следующим после Тразариха известным правителем гепидов, носившим королевский титул, был Гелемунд, упоминавшийся в исторических источниках в 540-х годах.